# The Darkest Minds
The Darkest Minds (bra: Mentes Sombrias; prt: Mentes Poderosas) é um filme de ficção científica estadunidense de 2018 dirigido por Jennifer Yuh Nelson. Este filme é uma adaptação do romance de mesmo nome de 2012 (volume I da série Darkest Minds) de Alexandra Bracken.

## Sinopse
Num futuro próximo, a maioria das crianças foi dizimada por um vírus desconhecido. Sobreviventes, com poderes psíquicos incontroláveis, são codificados por cores (de verde a vermelho, azul, amarelo e laranja) com base em seus poderes e no perigo que representam para a sociedade (mais a cor é "quente" e quanto mais fortes os poderes), e presos em campos de trabalho. Ruby, um dos mais poderosos deles (um "laranja"), consegue fugir para se juntar a um grupo de jovens em fuga em busca de refúgio. Rapidamente, essa nova "família" percebe que fugir não será suficiente em um mundo onde os adultos no poder os traíram. Liderarão uma rebelião, unindo seus poderes para recuperar o controle de seu futuro.

## Elenco
- Amandla Stenberg como Ruby Daly
  - Lidya Jewett como Ruby de 10 anos
- Mandy Moore como Catherine “Cate” Connor
- Bradley Whitford como Presidente Gray
- Harris Dickinson como Liam Stewart
- Patrick Gibson como Clancy Gray
- Skylan Brooks como Charles “Chubs” Meriwether
- Miya Cech como  Suzume “Zu” Kimura
- Gwendoline Christie como Lady Jane
- Wade Williams como Capitão McManus
- Mark O'Brien como Rob
- Wallace Langham como Dr. Viceroy
- Golden Brooks como Molly Daly
- Sammi Rotibi como Paul Daly

## Recepção

### Recepção da critica
| Críticas profissionais | Críticas profissionais |
| Pontuações agregadas   | Pontuações agregadas   |
| Fonte                  | Avaliação              |
| ---------------------- | ---------------------- |
| Metacritic             | 39/100                 |
| Rotten Tomatoes        | 16%                    |
| AdoroCinema            | [ 8 ]                  |
| CineCartaz             | [ 5 ]                  |
| Avaliações da crítica  |                        |
| Fonte                  | Avaliação              |

No agregador estadunidense Rotten Tomatoes, o filme ganhou 16% de opiniões favoráveis para 136 revisões. No Metacritic, tem uma classificação média de 39⁄100 de 28 críticos.
No Brasil, o site AdoroCinema oferece uma classificação média de 2,3⁄5 com base na interpretação de resenhas de 13 críticas de imprensa. Em Portugal, o site CineCartaz oferece uma classificação média de 4⁄5 com base na interpretação de resenhas de 35 leitores.